# Schéma géographique des Nations unies pour l'Europe

Schéma géographique des Nations unies des sous-régions de l'Europe :
Europe du Nord
Europe de l'Ouest
Europe de l'Est
Europe du Sud

Le schéma géographique des Nations unies pour l'Europe, est une terminologie statistique définie par la Division de la statistique des Nations unies (en), référencée de façon courante comme étant le standard M49.
Ce schéma a été créé au vingtième siècle puis modifié avec la sortie de certains pays européens de l'URSS. Comme beaucoup de documents des Nations unies ce document est défini dans un but pratique mais ne prétend pas définir politiquement l'Europe. En particulier, certaines agences des Nations unies comme l'OMS ou la Commission économique pour l'Europe des Nations unies adoptent un périmètre différent de celui-ci.
Ce schéma subdivise le continent en quatre parties et attribue un code numérique à chacune d'entre elles : 
- 151 : l'Europe de l'Est (Europe orientale),
- 154 : l'Europe du Nord (Europe septentrionale),
- 039 : l'Europe du Sud (Europe méridionale) et
- 155 : l'Europe de l'Ouest (Europe occidentale).

Le continent européen dans sa totalité est coté 150.
Pour des articles plus généraux, voir Géographie de l'Europe et Géopolitique de l'Europe au XXIe siècle.
Sur les 52 entités référencées dans ce schéma géographique, 44 sont des États souverains indépendants. Parmi les 8 autres, Guernesey, l'île de Man, Jersey et Gibraltar appartiennent au Royaume-Uni, Äland appartient à la Finlande, les îles Féroé au Danemark, Svalbard et Jan Mayen à la Norvège.
Parmi les 44 États souverains, 43 sont membres de l'ONU, le Saint-Siège ayant seulement le statut d'observateur permanent sans droit de vote.

## 151: Europe de l'Est
- 112 : Biélorussie
- 100 : Bulgarie
- 203 : République tchèque
- 348 : Hongrie
- 616 : Pologne
- 498 : Moldavie
- 642 : Roumanie
- 643 : Russie
- 703 : Slovaquie
- 804 : Ukraine

## 154: Europe du Nord
- 248 : Åland
- 208 : Danemark
- 233 : Estonie
- 234 : Îles Féroé
- 246 : Finlande
- 831 : Guernesey
- 352 : Islande
- 372 : Irlande
- 833 : Île de Man
- 832 : Jersey
- 428 : Lettonie
- 440 : Lituanie
- 578 : Norvège
- 680 : Sercq
- 744 : Svalbard et Jan Mayen
- 752 : Suède
- 826 : Royaume-Uni

## 039: Europe du Sud
- 008 : Albanie
- 020 : Andorre
- 070 : Bosnie-Herzégovine
- 191 : Croatie
- 292 : Gibraltar
- 300 : Grèce
- 336 : Saint-Siège
- 380 : Italie
- 470 : Malte
- 499 : Monténégro
- 620 : Portugal
- 674 : Saint-Marin
- 688 : Serbie
- 705 : Slovénie
- 724 : Espagne
- 807 : Macédoine

## 155: Europe de l'Ouest
- 040 : Autriche
- 056 : Belgique
- 250 : France
- 276 : Allemagne
- 438 : Liechtenstein
- 442 : Luxembourg
- 492 : Monaco
- 528 : Pays-Bas
- 756 : Suisse

## Historique
Historiquement défini par le Standard country or area codes for statistical use (M49)